# Ba-Gua
Ba-Gua é um clássico brasileiro de futebol da cidade de Bagé no Estado do Rio Grande do Sul. O confronto envolve o Grêmio Esportivo Bagé (Ba) e o Guarany Futebol Clube (Gua). É o segundo clássico com o maior número de confrontos do futebol gaúcho, atrás apenas do clássico Gre-Nal.
Já foram realizados 432 clássicos, desde 1921, com 161 vitórias do Guarany, 125 empates e 147 vitórias do Bagé. O Guarany marcou 519 gols, enquanto o Bagé anotou 495. O primeiro clássico ocorreu no dia 31 de julho de 1921, válido pela Taça A. Magalhães, tendo o jogo resultado num empate de 2–2. 

## Nomenclatura
A denominação Ba-Gua foi dada anos mais tarde do primeiro confronto, pelo jornalista bageense Mário Nogueira Lopes, quando de um clássico de basquetebol disputado pelos dois clubes, mas que acabou transcendendo para o futebol.

## História

### Primeiro Ba-Gua
O primeiro clássico ocorreu em 31 de julho de 1921, onde ainda hoje localiza-se o Estádio Pedra Moura.
| 31 de julho de 1921 | Bagé            | 2–2 | Guarany de Bagé   | Estádio Pedra Moura, Bagé (RS) |
|                     | Marceló · Chico |     | Lagarto · Cláudio | Árbitro: RS                    |

- Bagé: Duarte, Fortunato e Gavino, Aníbal Machado, Guri e Estanislau, Leonardo, Argeu, Chico, Lucídio e Marceló.
- Guarany: Balverdu, Avancini e Afonso, Souza Pinto, Seixas e Kluwe, Ratão, Saraiva, Greco, Lagarto e Cláudio.

A segunda partida foi em 14 de agosto de 1921, no Estádio Estrela D'Alva, o Bagé venceu pelo placar de 2–1, gols de Argeu e Ruival, descontando Greco para o Guarany, e conquistou a taça "Antônio Magalhães".

### Primeiro Ba-Gua noturno
Ocorreu em 16 de dezembro de 1955, no Estrela D'Alva. O placar foi de 1–1. Gols de Luís Carlos Porquinho (aos 85 minutos de partida), para o Guarany, e Osvaldo Cross Protti para o Bagé.

### Ba-Gua em Porto Alegre
Depois de muita polêmica entre os dirigentes da dupla Ba-Gua, a Federação Gaúcha de Futebol levou a decisão do título citadino de 1952[carece de fontes?] para Porto Alegre, mais precisamente o Estádio da Timbaúva, do Grêmio Esportivo Força e Luz. O Guarany, de Italiano, Getúlio e Bataclã; Caboclo, Athayde e Carioca; Miguel, Carlos Calvete, Nadir Fontoura, Bica e Zezo, venceu no tempo normal por 2–0, gols de Nadir e Miguel. Mas, na prorrogação, o Bagé, de Haroldo, Ário e Nascimento; Saul Mujica, Ribeiro e Tico; Denica, Heitor Moura, Cross, Álvaro e Saul, ganhou por 1–0, gol de Heitor Moura, e festejou o bicampeonato municipal.

### Ba-Gua em Pelotas
O Ba-Gua também já foi disputado na cidade de Pelotas: empate em 1–1, em 1977, e vitória do Guarany pelo placar de 1–0, em 1993.

### Ba-Gua de Bombachas
Em 1988, o desportista Jaul Pacheco criou, no bairro bageense Mascarenhas de Moraes, uma partida de futebol disputada entre torcedores de Bagé e Guarany residentes ali. A particularidade dos confrontos é que os jogadores participantes desses amistosos utilizavam, como parte do uniforme, artigos que fazem parte da indumentária gaúcha, tais como bota com espora e a bombacha. Mais adiante, a partida foi, inclusive, realizada como jogo preliminar em alguns jogos oficiais da dupla Ba-Gua. Nesses jogos, o juiz arbitrava a partida montado um cavalo, também remetendo às tradições do Estado. O primeiro Ba-Gua de bombachas foi realizado no campo da Vila Popular, num ensolarado domingo de manhã. O placar foi de 1–0 para o Guarany, com gol marcado pelo ponta-direita, camisa 7, Ary Teixeira.

#### Polêmica do Ba-Gua de bombacha
No ano de 1988, criou-se uma polêmica, já que os tradicionalistas eram contra a realização deste tipo de evento, tendo isto resultado em processos judiciais.
Primeiro Ba-Gua pós pandemia
O clássico Ba-Gua foi o primeiro jogo no estado do Rio Grande do Sul a ser disputado com torcida, desde o início da pandemia de Covid-19. A partida terminou empatada em 1x1, no estádio da Pedra Moura, e teve transmissão pela FGF TV e pela página do Facebook da Federação Gaúcha de Futebol, em confronto valido pela 7° rodada da Divisão de Acesso 2021.

## Números
Último jogo considerado: Guarany 1x0, 09 de outubro de 2022, Copa FGF, Estádio da Pedra Moura.
| Estatística     |      |                            |     |                         |     |
| Número de jogos | 430  | Vítórias do Guarany        | 159 | Vitórias do Bagé        | 147 |
| Empates         | 124  |                            |     |                         |     |
| Número de gols  | 1009 | Gols marcados pelo Guarany | 516 | Gols marcados pelo Bagé | 493 |

- Maior vitória do Bagé: Bagé 7-0 Guarany, em 1949[3].
- Maior vitória do Guarany: Guarany 6-0 Bagé, em 1943.
- Maior série invicta: Bagé, 17 jogos entre 1939 e 1941.

## Clássicos históricos

### Ba-Gua dos 7–0
Em 1940, o Bagé imprimiu a maior goleada em um clássico Ba-Gua (que perdura até os dias atuais): 7–0 contra o rival Guarany. A bola utilizada na partida é guardada até hoje como recordação daquele clássico, na sede do clube, e recebeu o apelido de "bola 7".

### Gol dos 70 metros
Em 1953, o Guarany tinha como goleiro o lendário argentino Juan Héctor Lugano, considerado uma fortaleza no gol alvirrubro, até o clássico daquele ano. O zagueiro jalde-negro, João Nascimento, cobrou uma falta antes do meio do campo. A bola voou por todo o Pedra Moura, e acabou entrando na meta de Lugano. Foi o gol da vitória do Bagé por 1–0, e o gol foi batizado de "o gol dos 70 metros".

### Ba-Gua mais curto da história
Houve um clássico que durou apenas 10 minutos. Ocorreu em 18 de setembro de 1941, no Torneio Encerramento, no Pedra Moura. O árbitro Lourival Bueno expulsou de campo o astro jalde-negro Tupan, e os protestos de jogadores e dirigentes do Bagé foram enérgicos. Empatado sem gols, o jogo foi suspenso. No dia 1 de outubro, durante sessão da Liga Bageense de Futebol, para julgar os incidentes, o Bagé foi multado em 500 mil réis e Tupan foi suspenso por três partidas, enquanto Hélio Pimentel, seis jogos.

### O segundo Ba-Gua mais curto da história
Foi disputado em 5 de agosto de 1956, no Pedra Moura, em disputa da Taça "Gaspar Silveira Martins". Aos 16 minutos do primeiro tempo, o árbitro Alberto Salgado deu o jogo por encerrado, diante de uma briga generalizada, por conta da marcação de um pênalti contra o Bagé. O escore era de 0–0. O Guarany retirou-se do campo sob a alegação da eminência de fatos mais graves e destinou sua parte na renda a instituições de caridade. O Bagé, também em nota oficial, criticou a postura do adversário, dizendo que dirigentes do Guarany invadiram o gramado e determinaram aos jogadores que deixassem o campo. Com o jogo suspenso, a Federação determinou nova partida, com 90 minutos, começando a partir da cobrança da penalidade. Carlos Calvete marcou o primeiro dos gols para o Guarany, que acabou vencendo por 4–1 e festejando o título, depois do penta jalde-negro.

### Abandono de campo por árbitro
No clássico do dia 25 de novembro de 1951, o árbitro Heitor Calvete ofendeu-se com as provocações de um torcedor do Guarany e negou-se a apitar o segundo tempo, tendo de ser substituído por Agostinho Félix de Souza. O Guarany venceu a partida pelo placar de 2–1.

### Ba-Gua dos 100 tiros
Em 1964 ocorreu um Ba-Gua no Estádio Antônio Magalhães Rossell, que era a primeira da partida da decisão do Campeonato Citadino de Bagé daquele ano, tendo como resultado um empate em 1–1. No final da partida ocorreu um grande distúrbio, e a Brigada Militar efetuou vários disparos para o alto para tentar conter as torcidas. Por conta deste fato, o jornal porto-alegrense Folha da Tarde noticiou a partida sob a manchete "Ba-Gua dos 100 tiros", que acabou batizando definitivamente aquele confronto.

## Últimos confrontos
- Jogos pela segunda divisão do Campeonato Gaúcho:

1. Bagé 1–1 Guarany — 5 de fevereiro de 2006
2. Guarany 1–0 Bagé — 5 de março de 2006
3. Guarany 3–1 Bagé — 9 de abril de 2006
4. Bagé 2–2 Guarany — 7 de maio de 2006
5. Guarany 4–0 Bagé — 28 de maio de 2006
6. Bagé 1–1 Guarany — 8 de julho de 2006[3]
7. Bagé 2–1 Guarany — 29 de março de 2009
8. Guarany 0–1 Bagé — 3 de maio de 2009
9. Guarany 0–0 Bagé — 25 de fevereiro de 2010
10. Bagé 1–1 Guarany - 05 de setembro de 2021
11. Guarany 1–0 Bagé - 09 de setembro de 2021
12. Bagé 0–1 Guarany - 28 de maio de 2023
13. Guarany 2-2 Bagé - 04 de junho de 2023

- Jogos pela Copa FGF:

1. Bagé 0–1 Guarany - 09 de outubro de 2022

- Jogos pelo Campeonato Citadino de Bagé:

1. Bagé 1–1 Guarany — 15 de fevereiro de 2009
2. Guarany 0–0 Bagé — 2 de março de 2009
3. Bagé 2–1 Guarany — 29 de março de 2009
4. Guarany 0–1 Bagé — 3 de maio de 2009[3][8]